# Giuseppe Gasparo Mezzofanti

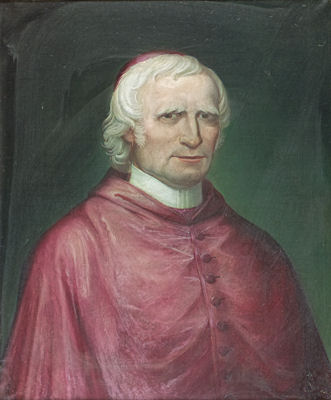
Giuseppe Gasparo Mezzofanti.

Giuseppe Gasparo Mezzofanti, född 19 september 1774 i Bologna, död 15 mars 1849 i Rom, var en italiensk romersk-katolsk kardinal och berömd hyperpolyglott. 
Mezzofanti fick sin utbildning i Bologna, där han avslutade sina teologistudier innan han uppnått den lägsta åldern för prästvigning, och först 1797 kunde han prästvigas. Samma år blev han professor i arabiska vid universitetet i Bologna. Han förlorade senare professuren, då han vägrade att svära en trohetsed till den cisalpinska republiken, under vilken Bologna lydde vid den här tiden. År 1803 utsågs han till assisterande bibliotekarie på Bologna-institutet, och tillträdde snart därefter två professurer i semitiska språk och i grekiska vid Bologna-universitetet. Ämbetet drogs in av vicekungen 1808, men återinrättades 1814, då påven Pius VII kunde återvända till Rom efter att ha varit fransmännens fånge. 
Mezzofanti behöll sitt ämbete till det att han lämnade Bologna till förmån för Rom 1831, där han verkade som medlem av Propaganda fide, samordningsorganet för den katolska kyrkans missionsverksamhet. År 1833 efterträdde han Angelo Mai som föreståndare för Vatikanbiblioteket. År 1838 utsågs han av Gregorius XVI till kardinalpräst av Sant'Onofrio al Gianicolo och tillika studierektor för Propaganda fide. Han blev ledamot av Vitterhetsakademien 1844. Mezzofanti sägs ha talat 38 språk och 50 dialekter flytande. Dessutom skall han ha haft goda kunskaper i ytterligare 30 språk.